# Pocapaglia
Pocapaglia (piemontiul: Pocapaja) település Olaszországban, Piemont régióban, Cuneo megyében. Lakosainak száma 3294 fő (2023. január 1.). Pocapaglia Bra, Monticello d’Alba, Sanfrè, Santa Vittoria d’Alba és Sommariva Perno községekkel határos.

## Népesség
A település lakossága az elmúlt években az alábbi módon változott:

| 2022 | 3 289 |
| 2023 | 3 294 |